# Parque Groenestein
El Parque Groenestein es un parque arbolado en el distrito sur de Helpman en la ciudad de Groninga.
El bosque urbano tiene sus inicios en el jardín de la Casa Groenestein, una villa monumental. Después de la construcción de esta villa en 1865 y 1871 se registró un aumento en las masas forestales.
El Parque Groenestein caracteriza por una variada flora y fauna, incluyendo ardillas, murciélagos, erizos y muchas especies de aves. Hay también algunos pantanos y da cabida a un número de árboles monumentales, algunos de más de 100 años de edad.